# Pelješki most
Pelješki most – most wantowy łączący półwysep Pelješac z pozostałą częścią Chorwacji.
Kontynentalne terytorium Chorwacji od 1699 r. jest przecięte przez wąski nadbrzeżny pas należący do Bośni i Hercegowiny w okolicach miasta Neum. Most łączy najbardziej wysuniętą na południe część Chorwacji, stanowiącą eksklawę (m.in. z Dubrownikiem) z resztą jej terytorium, omijając Neum.

## Charakterystyka
Zaprojektowany obiekt jest mostem wantowym o długości 2404 m i szerokości 22,5 m. Wysokość mostu wynosi 55 m, aby umożliwić przepływanie pod nim statków do portu Neum. Najwyższe pylony mają wysokość 240 m, licząc od dna morskiego (115 m od jezdni i 170 m od poziomu morza).
Oprócz samego mostu zaplanowano wybudowanie dróg dojazdowych do niego wraz z dwoma tunelami (długości: 2170 m i 450 m) oraz dwoma mniejszymi mostami już na samym półwyspie Pelješac (długości: 500 m i 50 m).

## Realizacja
Koncepcja budowy mostu pomiędzy stałym lądem a półwyspem Pelješac, została publicznie ogłoszona w 2005 r. W listopadzie 2005 r. rozpoczęto pierwsze prace przygotowawcze, które jednak dość szybko przerwano ze względu na stanowczy protest przeciwko budowie mostu ze strony Bośni i Hercegowinyponieważ obawiano się odcięcia portu w Neum. Efektem tych protestów było zwiększenie wysokości przeprawy z 35 do 55 metrów, co umożliwia statkom przepływanie pod mostem. Właściwą budowę rozpoczęto 24 października 2007. W styczniu 2009 r. rozpoczęła się budowa przyczółków mostu, jednak z powodu kryzysu ekonomicznego prace toczyły się powoli. Premier rządu, Jadranka Kosor deklarowała dalsze kontynuowanie budowy, lecz z kilkuletnim opóźnieniem (termin otwarcia przesunięto na 2015 r.). W 2012 r. rząd premiera Zorana Milanovicia podjął decyzję o rezygnacji z budowy mostu na rzecz budowy autostrady pomiędzy Ploče a Dubrownikiem przez terytorium BiH. Studium wykonalności przeprowadzone przy finansowym wsparciu UE wskazało w grudniu 2013 r. rekomendację dla kontynuacji budowy mostu. W czerwcu 2015 r. premier Zoran Milanović ogłosił, że budowa mostu zostanie wznowiona na wiosnę 2016 r. i zakończona w 2019 r., a planowane koszty wyniosą około 380 milionów euro jednak wsparcie finansowe UE nie było jeszcze zagwarantowane. W lipcu 2015 r. minister transportu i komunikacji BiH, Slavko Matanović wyraził opinię, że wcześniejsze zastrzeżenia BiH dotyczące ograniczeń dostępności portu Neum do otwartych wód są rozwiązywane z poszanowaniem interesów obu stron. W lutym 2018 r. Szef Komisji Europejskiej Jean Claude Juncker oświadczył, że UE jest gotowa wesprzeć finansowo budowę mostu (wartość dofinansowania wyniosła 357 mln euro przy całkowitym koszcie budowy 525 mln euro). Przetarg na budowę mostu wygrała chińska CRBC (China Road and Bridge Corporation), która w styczniu 2019 r. rozpoczęła prace przy budowie mostu, a po dwóch latach budowy (lipiec 2020 r.) stan zaawansowania prac był oceniany na 50%. 28 lipca 2021 oficjalnie ogłoszono ukończenie budowy, jednak ogłoszono równocześnie, że most zostanie udostępniony do ruchu w czerwcu 2022 r. po dokończeniu dróg dojazdowych. W maju 2022 roku termin ten przesunięto jeszcze o kilka tygodni, na koniec lipca.
Most otwarto 26 lipca 2022. Otwarciu towarzyszyło prawykonanie utworu „Fanfare 304” kompozytora Mateja Meštrovicia oraz przejazd przez most najpotężniejszego w tamtym czasie samochodu elektrycznego na świecie, Nevera, wyprodukowanego przez chorwacką firmę Rimac. Otwarcie mostu miało dla Chorwatów znaczenie prestiżowe, zarówno ze względu na to, że dzięki niemu połączono w całość terytorium kraju, jak i dlatego, że realizacja projektu wymagała zastosowania specjalnych rozwiązań z uwagi na zagrożenie sejsmiczne oraz silne wiatry i burze.

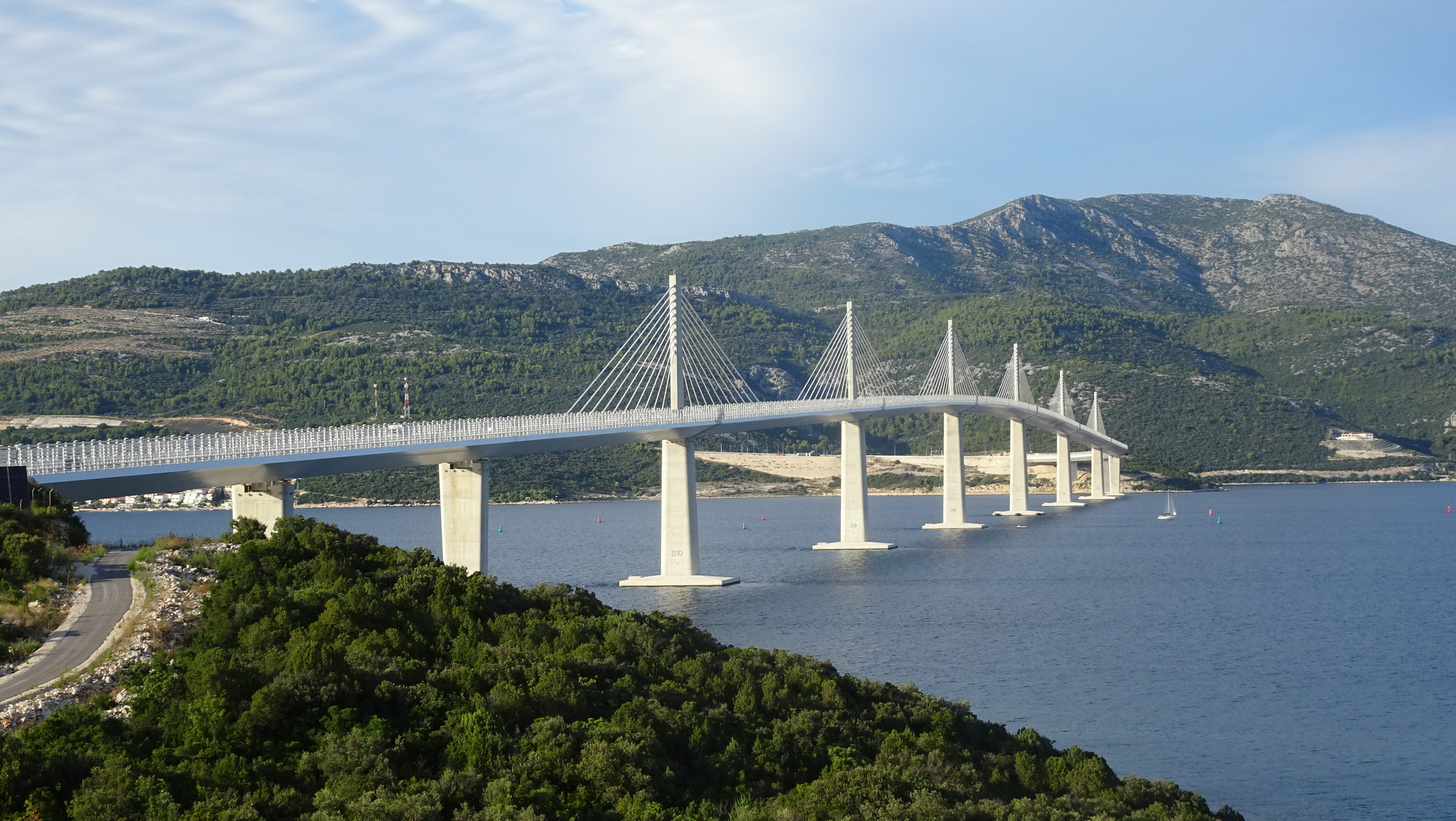
Pelješki most, sierpień 2023 r.

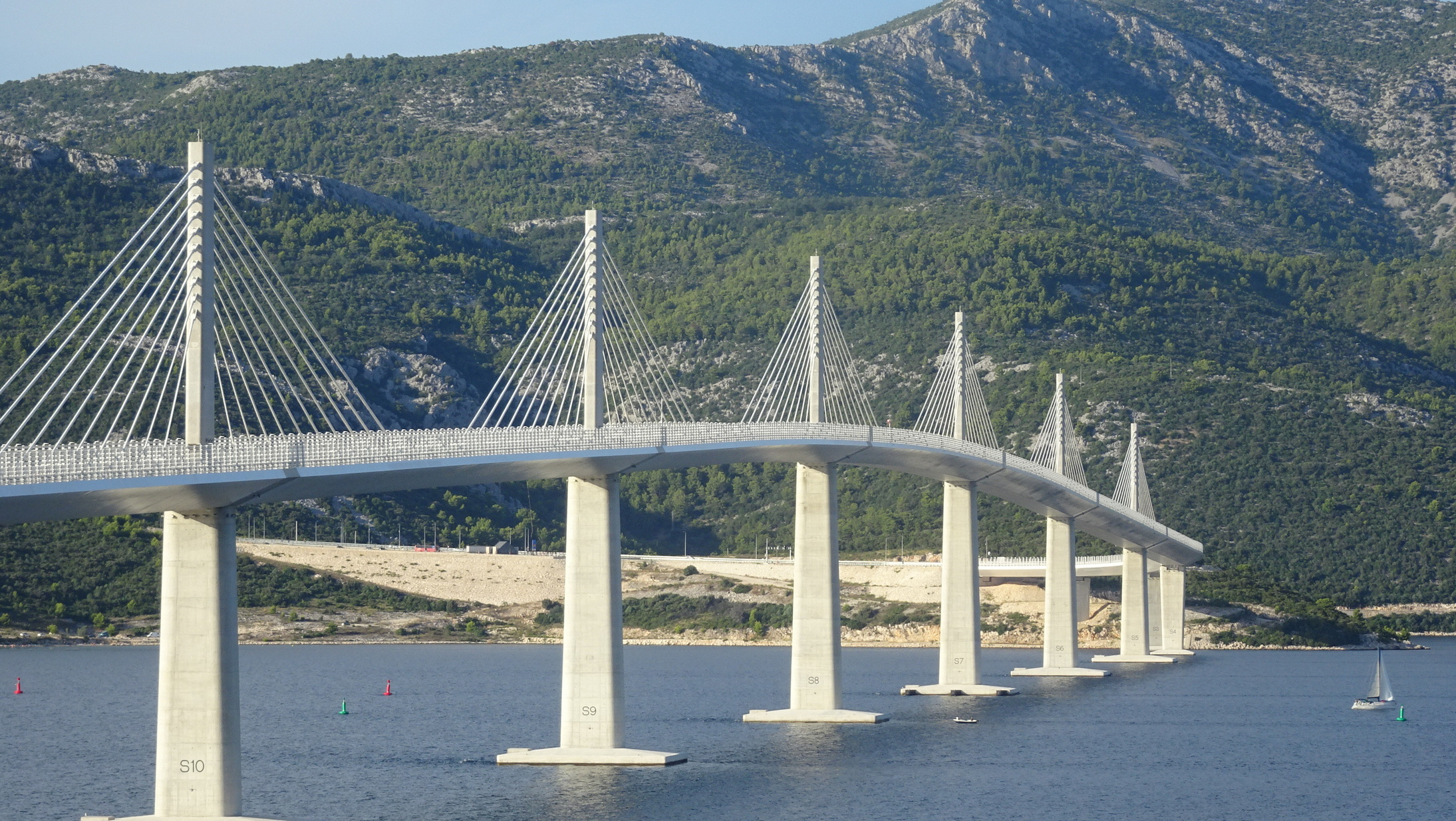
Pelješki most, na zbliżeniu, sierpień 2023 r.